# Alexander Susskind ben Mose av Grodno
Alexander Susskind ben Mose of Grodno, död 1793 eller 1794, var en judisk-litauisk kabbalist. Susskinds mest kända verk, Yesod we-Shoresh ha-avoda ("Gudstjänstens grundval och rot") från 1782, innehåller instruktioner för ritualer som böner, sabbaten, exegetiska artiklar och artiklar om det heliga landet och Jerusalems tempel.